# Adua e le compagne
Adua e le compagne é um filme italiano de Antonio Pietrangeli, estreou em 1960.
O filme conta a história de quatro prostitutas que resolvem abrir um restaurante "Trattoria de Adua" depois do bordel onde trabalhavam ter fechado devido a Lei Merlin que proibiu essas casas na Itália.

## Elenco
- Simone Signoret ... Adua Giovannetti
- Marcello Mastroianni ... Piero Silvagni
- Gina Rovere ... Caterina Zellero
- Sandra Milo ... Lolita
- Emmanuelle Riva ... Marilina
- Claudio Gora ... Ercoli
- Ivo Garrani ... Avvocato
- Gianrico Tedeschi ... Stefano
- Antonio Rais ... Emilio
- Duilio D'Amore ... Frate Michele
- Valeria Fabrizi ... Fosca